# Banco CTT
O Banco CTT, S.A. (BCTT) é um banco privado português, pertencente aos CTT Correios de Portugal.

## História

### Caixa Económica Postal
A primeira tentativa de os CTT terem o seu próprio banco foi encetada em 1911, quando a Lei de 24 de Maio de 1911 criou a Caixa Económica Postal (CEP) enquanto serviço da Caixa Geral de Depósitos (CGD), tendo como objetivo a obtenção de depósitos de forma a "fortalecer o espírito da economia junto da população portuguesa", e funcionando nas estações de correios e nos balcões da CGD.
Uma vez que outro serviço da CGD, a Caixa Económica Portuguesa (CEP2) fundada em 1881, já cumpria tal objetivo, a CEP foi extinta a 1 de Janeiro de 1936 pelo Decreto-Lei n.º 26096 de 23 de Novembro de 1935, tendo sido absorvida pela CEP2. Não obstante, a designação "Caixa Económica Postal" continuou a ser utilizada para os serviços da CGD nas estações dos CTT até aos anos 80.

### Banco Postal
Os CTT celebraram em 1998 acordo de parceria com a CGD de forma a lançar um novo banco, que se chamaria "Banco Postal". O banco seria lançado a 19 de Fevereiro de 2002, tendo os CTT 49% do capital; no entanto, a 10 de Janeiro de 2003, a CGD adquiriu a quota dos CTT.
Em 2004, os CTT voltaram a lançar nova parceria, desta vez com o Banif; no entanto, no ano seguinte, a CGD, que ainda tinha direito de preferência na parceria bancária com os CTT, bem como a titularidade da designação "Banco Postal", vetou o projeto. Em 2007, os CTT romperam em definitivo a sua parceria com a CGD, que era suposto durar até Janeiro de 2008, ao passo que, em Setembro de 2006, o Banif avançou com um processo contra os CTT em que pedia o relançamento da parceria ou o pagamento de 100 milhões de euros em indemnização, do qual acabou por desistir a 29 de Abril de 2013.

### Banco CTT
O Banco CTT foi constituído a 24 de agosto de 2015, com um capital social de 34 milhões de euros. Tendo como acionistas únicos os CTT, a empresa começou as suas atividades a 27 de novembro de 2017. A 18 de março de 2016, o banco abriu as suas primeiras agências, com a abertura simultânea de 52 balcões instalados em lojas CTT.

## Galeria

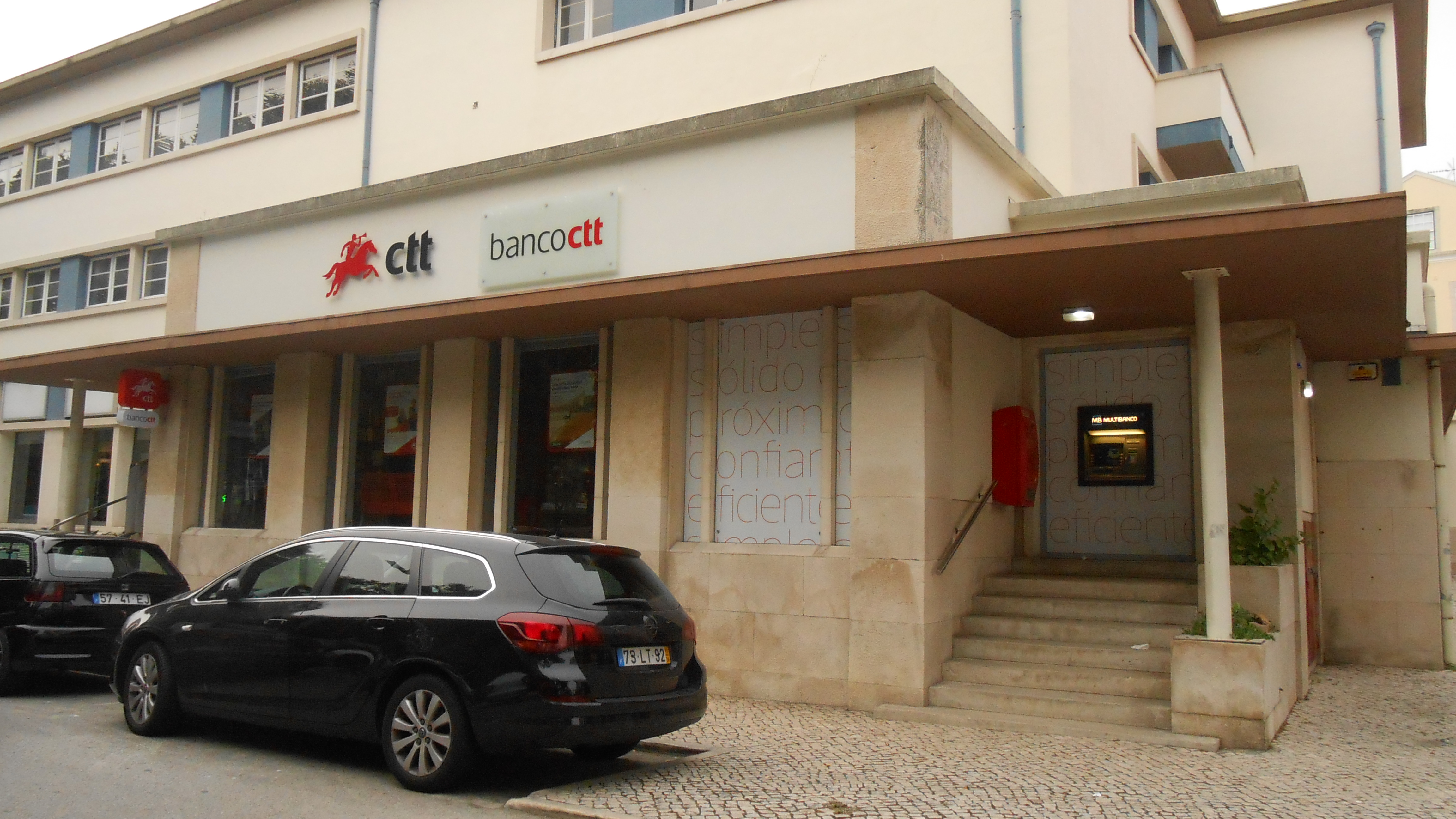
Agência do Banco CTT na Figueira da Foz
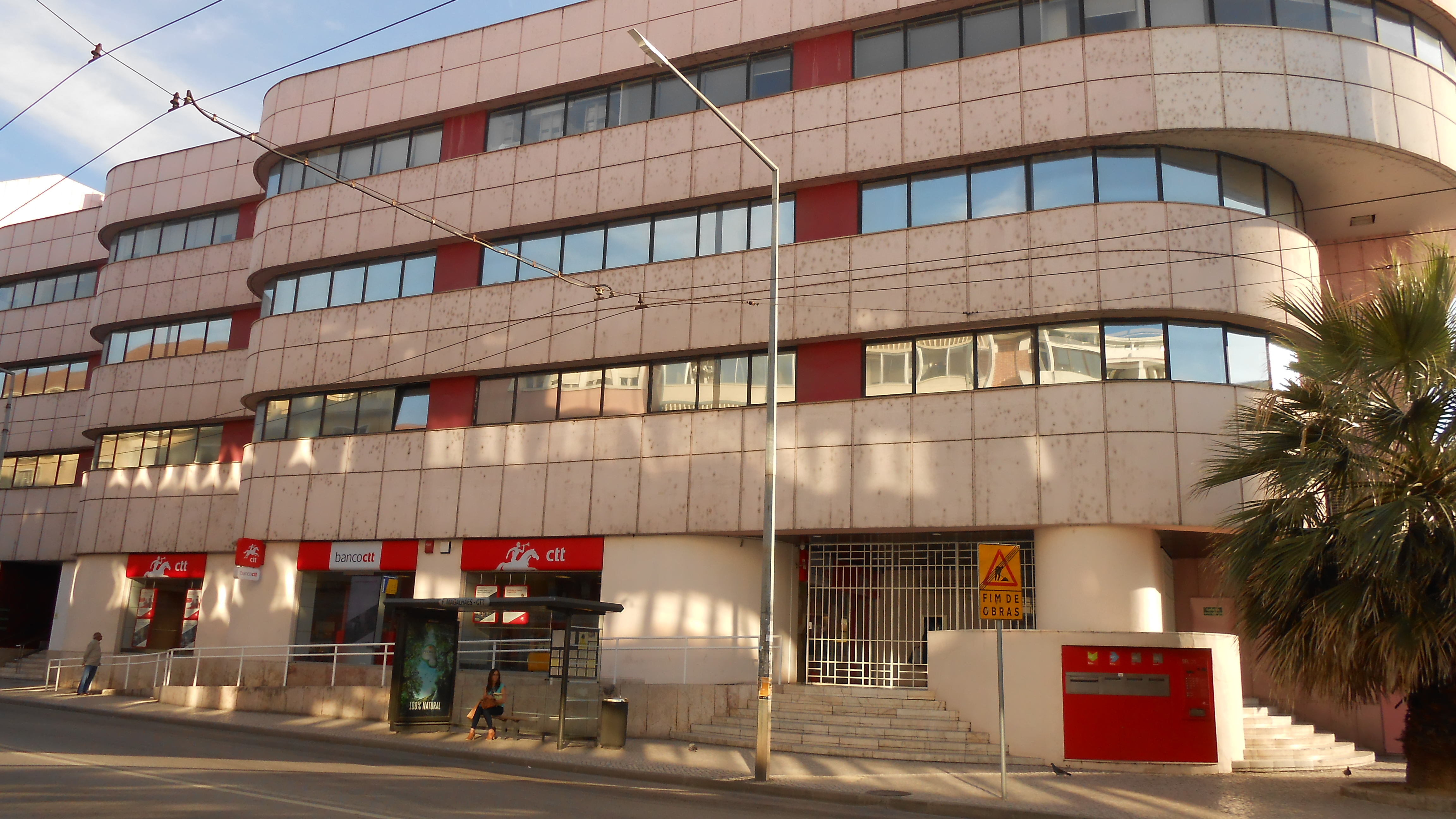
Agência do Banco CTT em Coimbra